# TSOL
Pour la ligne anciennement appelée Tramway du sud-ouest lausannois (TSOL), voir Ligne M1 du métro de Lausanne.
TSOL, stylisé T.S.O.L., acronyme de True Sounds of Liberty, The Statute of Limitations, est un groupe de punk rock américain originaire de Long Beach, en Californie. Bien que communément associé au punk hardcore, le style musical de TSOL est varié et comprend des éléments issus de plusieurs genres tels que le death rock, l'art punk, l'horror punk et d'autres variantes du genre punk.

## Biographie

### Débuts et années 1980
T.S.O.L est formé en 1978 à Long Beach, en Californie, comme groupe punk dévoué à des groupes comme SS Cult et Johnny Koathanger and the Abortions. La formation originale du groupe comprend Jack Grisham (crédité sous le nom de Jack Greggors, Alex Morgon, Jack Ladoga, Jack Delauge et Jack Loyd, notamment), le guitariste Ron Emory, le bassiste Mike Roche et le batteur Todd Barnes. Plus tard en 1978, Grisham et Barnes forment Vicious Circle, et T.S.O.L. est brièvement mis en pause (en 2013, TKO Records publiera un EP éponyme de Vicious Circle). Le premier EP cinq titres de T.S.O.L., l'éponyme T.S.O.L., est publié au printemps 1981 chez Posh Boy Records, avec la formation originale. Leur premier album est radicalement politique, avec des chansons comme Superficial Love, World War III et Abolish Government.
Le premier album studio, Dance with Me, est publié à la fin 1981 chez Frontier Records, et se caractérise par un son rock gothique/death rock. Ils signent ensuite au label indépendant Alternative Tentacles, publient l'EP Weathered Statues au début de 1982, et l'album mélodique Beneath the Shadows la même année ; ce dernier fait participer le nouveau membre et claviériste Greg Kuehn. Grisham, Barnes et Kuehn quittent le groupe en 1983 à cause de problèmes personnels. Depuis son départ, Grisham forme Cathedral of Tears. T.S.O.L. choisit de ne pas le remplacer. Le bassiste de Bad Religion, Jay Bentley, les rejoint brièvement en 1983 avant le retour de Roche. Joe Wood (ex-Der Stab et beau-frère de Grisham) et Mitch Dean se joignent à la batterie et au chant, respectivement. Cette nouvelle formation publie trois albums chez Enigma : Change Today? (1984), Revenge (1986) et Hit and Run (1987). Leur premier album live, intitulé Live, est publié en 1988 chez Enigma.
Le groupe se lie d'amitié avec Guns N' Roses, et des t-shirts T.S.O.L. sont portés dans le clip Sweet Child o' Mine, notamment par le batteur Steven Adler.
Emory quitte le groupe en 1988, pendant l'enregistrement de la démo Strange Love, laissant Roche comme seul membre restant de la première formation, même si Emory a participé à la chanson Blow by Blow. 

### Années 1990 et 2000
T.S.O.L. sont brièvement rejoint par le guitariste Scotty Phillips, qui partira avant que le groupe ne commence l'enregistrement de la suite de Hit and Run. Ils recrutent finalement l'ancien guitariste de Dino, Marshall Rohner. Ils publient un album axé blues metal, Strange Love, en 1990. Roche part peu avant la fin des sessions. Une compilation intitulée Hell and Back Together 1984–1990 est publiée en 1992. Murphy Karges (plus tard chez Sugar Ray) remplace Roche à la basse ; il est lui-même remplacé par le bassiste de tournée Josh Also.
Grisham et Emory formeront The Joykiller en 1995, publiant trois albums avant leur séparation en 1998. En 1999, les premiers membres entre en bataille juridique face à Wood pour le nom et l'emportent. Ils se joignent au Vans Warped Tour, jouant pour la première fois depuis des années sous le nom de T.S.O.L.
Barnes décède d'une rupture d'anévrisme le 6 décembre 1999, à 34 ans. Les membres restants recrutent le batteur Jay O'Brien (ex-All Day) et publient le single Anticop (2001) et les albums Disappear (2001) et Divided We Stand (2003), au label Nitro Records. Anthony « Tiny » Biuso (ex-Rude Awakening, Bad Xample, Full Metal Racket et the Dickies) se joint à la batterie en décembre 2003 et reste jusqu'en 2014. Il enregistrera avec le groupe Who's Screwin' Who? (Anarchy Music).
En novembre 2006, le groupe annonce sa séparation, et un dernier concert sera organisé plus tôt dans le mois. En septembre 2007, Cider City Records publie l'album live à titre posthume Live from Long Beach, enregistré en novembre 2006. Leur séparation ne sera que de courte durée, et le groupe commence à rejouer localement à la fin de 2007. TIls jouent aussi au concert Fuck the Whales, Save a Chckn en février 2008. En décembre 2008, le groupe entre en studio pour enregistrer Life, Liberty and the Pursuit of Free Downloads, publié en téléchargement gratuit sur le site web de Hurley International le 8 janvier 2009. Il est aussi publié en format vinyle par DC-Jam Records le 1er novembre 2009.

### Années 2010
Le 20 avril 2013, T.S.O.L. publie l'EP, You Don't Have to Die (TKO Records). En 2014, Biuso quitte le groupe. Il est d'abord remplacé par le membre de tournée Sean Antillon (Corrupted Ideals, the Gears, Stains, The Skulls, the Weirdos et The Duane Peters Gunfight), puis officiellement par Matt Rainwater (des Joykiller) et en 2016 par Chip Hanna. À la fin de 2016, ils annoncent un nouvel album. Le 27 janvier 2017, T.S.O.L. publie un nouvel album, The Trigger Complex, chez Rise Records.

## Membres

### Membres actuels
- Jack Grisham - chant (1978-1983, 1991, depuis 1999)
- Ron Emory - guitare (1978-1988, 1991, depuis 1999)
- Mike Roche - basse (1978-1990, 1991, depuis 1999)
- Greg Kuehn - piano, synthétiseurs (1982-1983, depuis 2005)
- Chip Hanna - batterie (depuis 2016)

### Anciens membres
- Todd Barnes - batterie (1978-1983, 1991, 1999)
- Jay Bentley - basse (1983)
- Joe Wood - chant, guitare (1983-1999)
- Mitch Dean - batterie (1983-1998)
- Scotty Phillips - guitare (1988)
- Marshall Rohner - guitare (1988-1996)
- Murphy Karges - basse (1990-1996)
- Josh Also - basse (1996)
- Mike Martt - guitare (1996-1999)
- Drac Conley - guitare (1996-1999)
- Dave Mello - basse (1996-1999)
- Steve « Sully » O’Sullivan - batterie (1998-1999)
- Jay O'Brien - batterie (1999-2003)
- Zill C. DeVill - basse (2002)
- Billy Blaze - batterie (2003)
- Anthony "Tiny" Biuso - batterie (2003-2014)
- Sean Antillon - batterie (2014)
- Matt Rainwater - batterie (2014-2016)

## Discographie
- 1981 : Dance with Me
- 1982 : Beneath the Shadows
- 1984 : Change Today?
- 1986 : Revenge
- 1987 : Hit and Run
- 1990 : Strange Love
- 2001 : Disappear
- 2003 : Divided We Stand
- 2005 : Who's Screwin' Who?
- 2009 : Life, Liberty and the Pursuit of Free Downloads
- 2017 : The Trigger Complex
- 2024 : A-Side Graffiti